# David Payne
David Payne (ur. 24 lipca 1982 w Cincinnati) – amerykański lekkoatleta, specjalista biegu na 110 m przez płotki.
Srebrny medalista olimpijski z Pekinu, brązowy medalista mistrzostw świata z Osaki (2007). Jego rekord życiowy na tym dystansie to 13,02 i został ustanowiony w Osace w finale mistrzostw świata.

## Sukcesy
| Rok  | Zawody                   | Miasto         | Miejsce | Konkurencja        | Czas  |
| ---- | ------------------------ | -------------- | ------- | ------------------ | ----- |
| 2007 | Igrzyska Panamerykańskie | Rio de Janeiro | 2.      | 110 m przez płotki | 13,43 |
| 2007 | Mistrzostwa Świata       | Osaka          | 3.      | 110 m przez płotki | 13,02 |
| 2007 | Światowy Finał IAAF      | Stuttgart      | 2.      | 110 m przez płotki | 13,08 |
| 2008 | Igrzyska olimpijskie     | Pekin          | 2.      | 110 m przez płotki | 13,17 |
| 2009 | Mistrzostwa Świata       | Berlin         | 3.      | 110 m przez płotki | 13,15 |